# Tomiichi Murayama
Tomiichi Murayama (村山 富市 Murayama Tomiichi?, 3 de marzo de 1924) es un político japonés que ejerció como el 81.er primer ministro de Japón, desde el 30 de junio de 1994 hasta el 11 de enero de 1996. Fue líder del Partido Social Demócrata (hasta 1996 el Partido Socialista de Japón) y después de casi 50 años de hegemonía de gobiernos liberal-conservadores, desde la derrota de Tetsu Katayama en 1948, fue el primer socialista que se convertiría en primer ministro japonés. 
Es reconocido por haber leído el discurso «En ocasión del quincuagésimo aniversario del fin de la guerra», en donde se disculpó públicamente por las atrocidades de los japoneses durante la Segunda Guerra Mundial.

## Biografía

### Primeros años y formación
Nació en 1924, en la prefectura de Ōita, en el seno de una familia de pescadores. Tras cursar estudios en la Escuela de Ciencias Políticas y Económicas de la Universidad Meiji de Tokio (1946), ejerció de secretario del Sindicato pesquero de la Prefectura de Oita, en cuyo gobierno local entró a formar parte en 1955 como concejal a lo largo de tres rondas consecutivas. Desde este puesto lideró la sección regional del Partido Socialista de Japón (日本社会党 Nihon Shakai-tō) y en 1963 pasó a formar parte de la asamblea local de la prefectura. En las elecciones de diciembre de 1972 a la Cámara de Representantes (Cámara baja de la Dieta de Japón), resultó elegido como miembro del PSJ.
En 1991 fue nombrado presidente del Comité para los Asuntos de la Dieta en el Partido socialista (equivalente al portavoz del partido en la Asamblea nipona), uno de los puestos más importantes en los partidos políticos japoneses. Este puesto le valió para darse a conocer tanto entre el público japonés como en la Dieta. En las elecciones generales de 1993 el Partido Liberal Democrático perdió la mayoría en la asamblea y se formó un gobierno de coalición entre un batiburrillo de partidos; El Partido Socialista de Japón se unió a la nueva coalición gubernamental, que existió hasta la primavera de 1994. Murayama no participó en el nuevo gobierno, pero el 20 de septiembre del mismo año fue elegido líder del partido socialista.

### Primer ministro
La coalición gubernamental fue inestable y en un año se sucedieron 2 gobiernos; Con la caída del segundo gobierno de coalición (liderado por Tsutomu Hata), el 30 de junio de 1994 Murayama fue nombrado primer ministro. El nuevo gabinete estaba formado por una coalición del Partido Socialista (PSJ), el Partido Liberal Democrático (PLD) y el Nuevo Partido Sakigake. Pero dada la rareza de la coalición (por su composición), este nuevo gabinete no tuvo un liderazgo fuerte. El PDL, además, recibió un gran número de ministerios, entre ellos el estratégico Ministro de Industria y Comercio Internacional (MICE), por lo que el partido salió bastante bien parado en este nuevo gobierno. Inmediatamente formó gobierno, Murayama se encontró con el problema de que su propio partido era contrario al Pacto de Seguridad y Cooperación entre Japón y los Estados Unidos vigente desde 1960, pero él consideró que el pacto estaba acorde con la Constitución de Japón y no modificó el Tratado; Esta decisión decepcionó a muchos socialistas, lo que mermaría enormemente el apoyo popular a su partido. 
Lo cierto es que su etapa de gobierno no estuvo ausente de problemas: Desde el primer momento hubo de hacer frente a la grave crisis económica que se abatía sobre el país desde principios de los 90, con una importante deflación y un creciente desempleo. Lejos de lograr contrarrestar sus efectos, tiempo después, el 17 de enero de 1995 tuvo lugar el Gran terremoto de Hanshin-Awaji. El cataclismo causó graves daños en la Prefectura de Hyōgo (especialmente la ciudad de Kobe), lo que conllevó un hundimiento de la ya dañada economía japonesa. Por su parte, el gobierno recibió numerosas críticas acusado de una mala coordinación en la ayuda a las víctimas. Dos meses después, el 20 de marzo, la secta Aum Shinrikyo llevó a cabo un atentado en el Metro de Tokio utilizando Gas sarín, con un gran impacto en la sociedad. 
En contraste con estas desgracias, su administración será especialmente recordada por su intensa actividad en el exterior (concretamente, Vietnam, China y Corea del Sur) por la política de reconciliación con estas naciones y de disculpa por los crímenes de guerra cometidos en la II Guerra Mundial. Esta política se vio eclipsada por el discurso «En ocasión del quincuagésimo aniversario del fin de la guerra» pronunciado el 15 de agosto de 1995, en el 50.º aniversario del final de la guerra.
A comienzos de 1996, tanto la baja popularidad del gobierno como la persistente crisis económica llevaron a Murayama a plentarse su intención de renunciar como primer ministro, pero sus seguidores se oponían, y por un momento no se retiró. Finalmente, acabó renunciando y fue reemplazado por Ryūtarō Hashimoto, del Partido Liberal Democrático.

### En la actualidad
En las elecciones generales de 1996, el Partido Socialista perdió muchos escaños en la Cámara de Representantes consecuencia de la impopularidad del gabinete de coalición (especialmente, por el desengaño de muchos de sus votantes ante la política practicada por Murayama). Consecuencia de estos resultados, se refundó como Partido Socialdemócrata y Murayama fue elegido presidente del mismo. Aunque siguió durante algún tiempo más en la dirección del nuevo partido, en el año 2000 anunció su retirada de la política activa.